# Méthode Charmat
Die Méthode Charmat (italienisch: Metodo Martinotti) ist ein nach dem Erfinder Eugène Charmat benanntes Verfahren zur Schaumweinherstellung in druckfesten Großbehältern.

## Geschichte
Der italienische Önologe Federico Martinotti, Direktor des l’Istituto Sperimentale per l’Enologia di Asti, erfand gegen Ende des 19. Jahrhunderts eine neue Technologie zur Herstellung schäumender Weine. Er füllte die Tirage aus Grundwein, Zucker und Hefe in geschlossene Behälter, die geeignet waren, einen Druck bis zu 600 kPa bzw. 6 bar auszuhalten. Es wurden jedoch noch isobarische Geräte benötigt, um den erhaltenen Rohsekt weiterzuverarbeiten. Zwischenzeitlich tüftelten die französischen Wissenschaftler Jaunay und Maumené 1852 mit einem druckfesten Großbehälter zum Erhalt der Gärungskohlensäure. Bereits ab 1888 setzte auch in Deutschland die neu gegründete Deutsche Schaumweinfabrik in Wachenheim die Großraumgärung ein.
Erst der französische Önologe Eugène Charmat gilt als Erfinder der Druckbehälter, daher trägt die Methode der Schaumweinherstellung in Großbehältern seinen Namen. Die Méthode Charmat wird auch noch als Cuve-Close oder rein technologisch als Tankgärverfahren oder Großraumgärung bezeichnet. Charmat entwickelte seine Technologie im Jahre 1907 an der Universität Montpellier (Languedoc) und ab dem Jahre 1910 wurde sie in breitem Umfang eingeführt. 

## Verbreitung
Die bahnbrechende neue Vorgangsweise sollte bald für den Großteil der Produktion eingesetzt werden, da sie deutliche ökonomische Vorteile aufwies. Die Schaumweinindustrie in Europa wurde schlagartig verändert. Bereits 1930 wurden im Schaumweinkernland Frankreich selbst schon über fünf Millionen Flaschen Schaumwein mit dem Charmat-Verfahren hergestellt. 
Frankreich und andere schaumweinproduzierende Länder wandten sich zunehmend den „fortschrittlichen Methoden“ im Sinne der Verbilligung der Schaumweine durch Großraumgärung, gesteigerte Quantität, abgekürzte Gärungsverfahren und gar Imprägnier-Schaumweinen zu. Einzig die Champagne blieb eisern ihrer Tradition der aufwendigen Flaschengärung und höchster Rohstoff-Qualität treu. Champagnerschaumweine waren bereits weltweit renommiert und seit dem Friedensvertrag von Versailles auch als Herkunftsbegriff geschützt.
Insbesondere im technologiefreundlichen Deutschland wurde die Großraumgärung zur Bereitung von Sekt zunehmend genutzt. Und so wurde die Perfektion des Charmat-Verfahrens nach dem Zweiten Weltkrieg in Deutschland vorangetrieben, als die neue Methode technologisch mit der 1913 erfundenen Schichtenfiltration zur Filtrationsenthefung kombiniert wurde. Nur das noch günstigere Imprägnierverfahren für Schaumweine konnte ökonomische Vorteile bringen. Um auch günstige Sekte mit der Bezeichnung Flaschengärung herzustellen, wurde das Transvasierverfahren entwickelt.